# プリョス
座標: 北緯57度27分 東経41度30分 / 北緯57.450度 東経41.500度

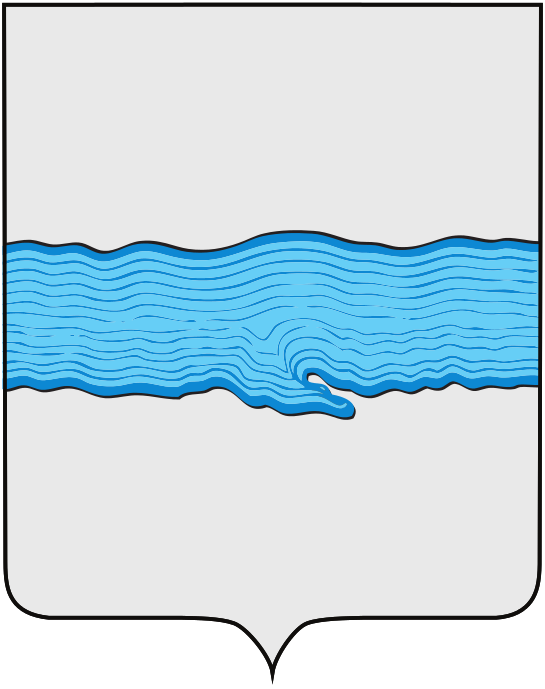
プリョスの紋章

プリョス（プリョース、ロシア語: Плёс, 英語: Plyos）は、ロシア・イヴァノヴォ州の古い町。人口は1,896人（2021年） 。ヴォルガ川の右岸（南側）に位置する。上流（北西）にはコストロマ、下流（東）にはキネシマの港町がある。州都イヴァノヴォからは北東へ70km、すぐ西にはコストロマ州とイヴァノヴォ州の間の州境がある。

## 歴史

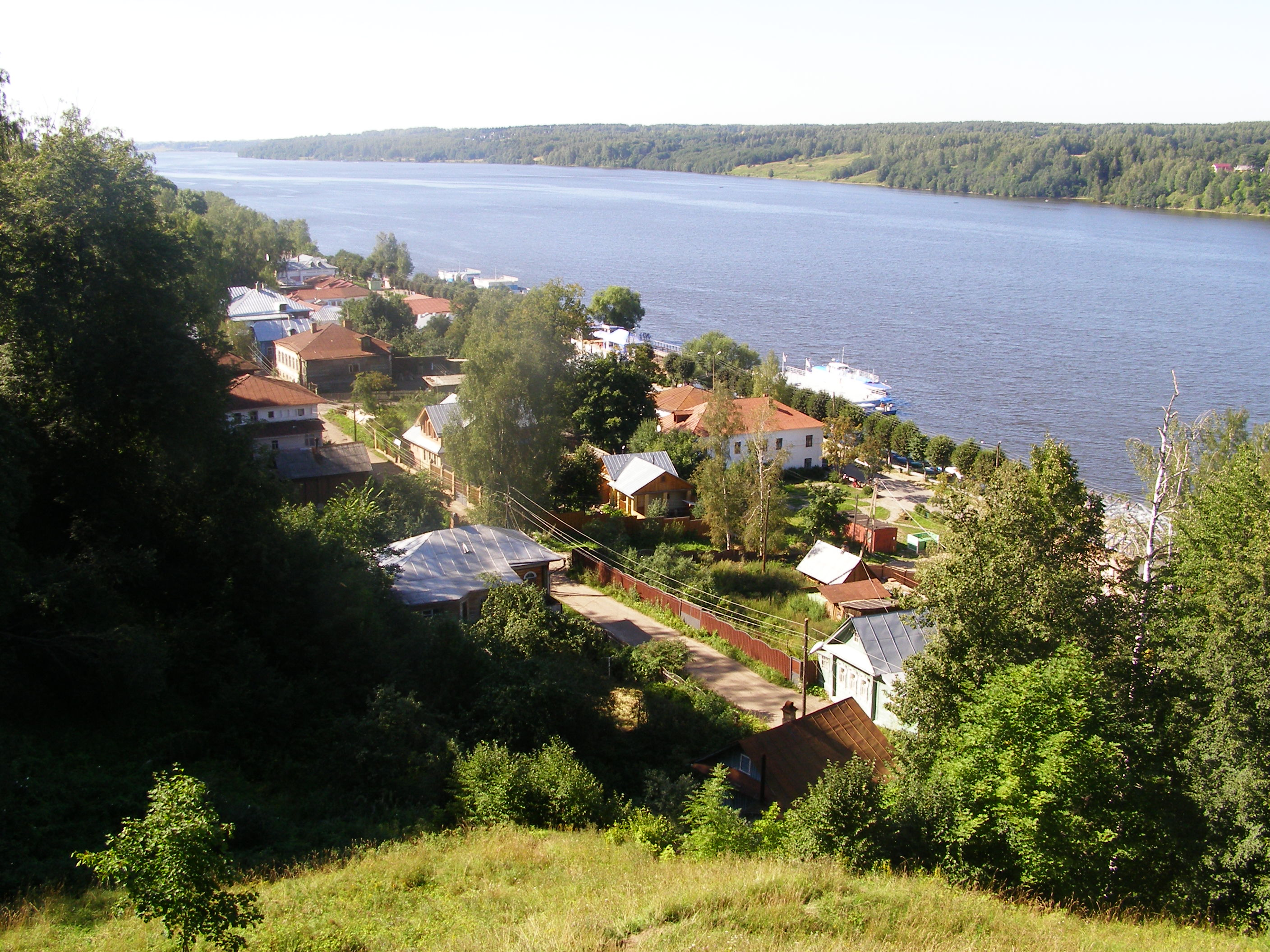
プリョスの街並みとヴォルガ川

12世紀の前半にはこの周辺に町があったことが記録からうかがわれるが、1237年にモンゴル帝国のルーシ侵入で破壊され、廃墟と化した。
現在のプリョスは、1410年にモスクワ大公国のヴァシーリー1世がモスクワやコストロマを守る国境の要塞として築いたことにはじまる。17世紀と18世紀には交易の町として栄え、特に亜麻などの布取引が盛んだった。1778年には町としての地位を得た。
1871年にモスクワ=イヴァノヴォ間の鉄道がヴォルガ川へ伸びたが、この時にプリョスではなく下流のキネシマへと路線が伸びたため、プリョスの経済的重要性は陰りを見せた。交易都市としての機能を失ったプリョスは19世紀末には夏の避暑地として開発され、モスクワなど豊かな大都市の市民らが長期滞在した。
プリョスは人口も少なく経済・行政の中心としての機能を果たしていなかったが、1925年には市に昇格している。ソ連崩壊前の1989年の国勢調査では人口は4,053人に伸びていたが、ソ連崩壊後は人口がまた減り、2006年の人口は2,647人。

## 見どころ

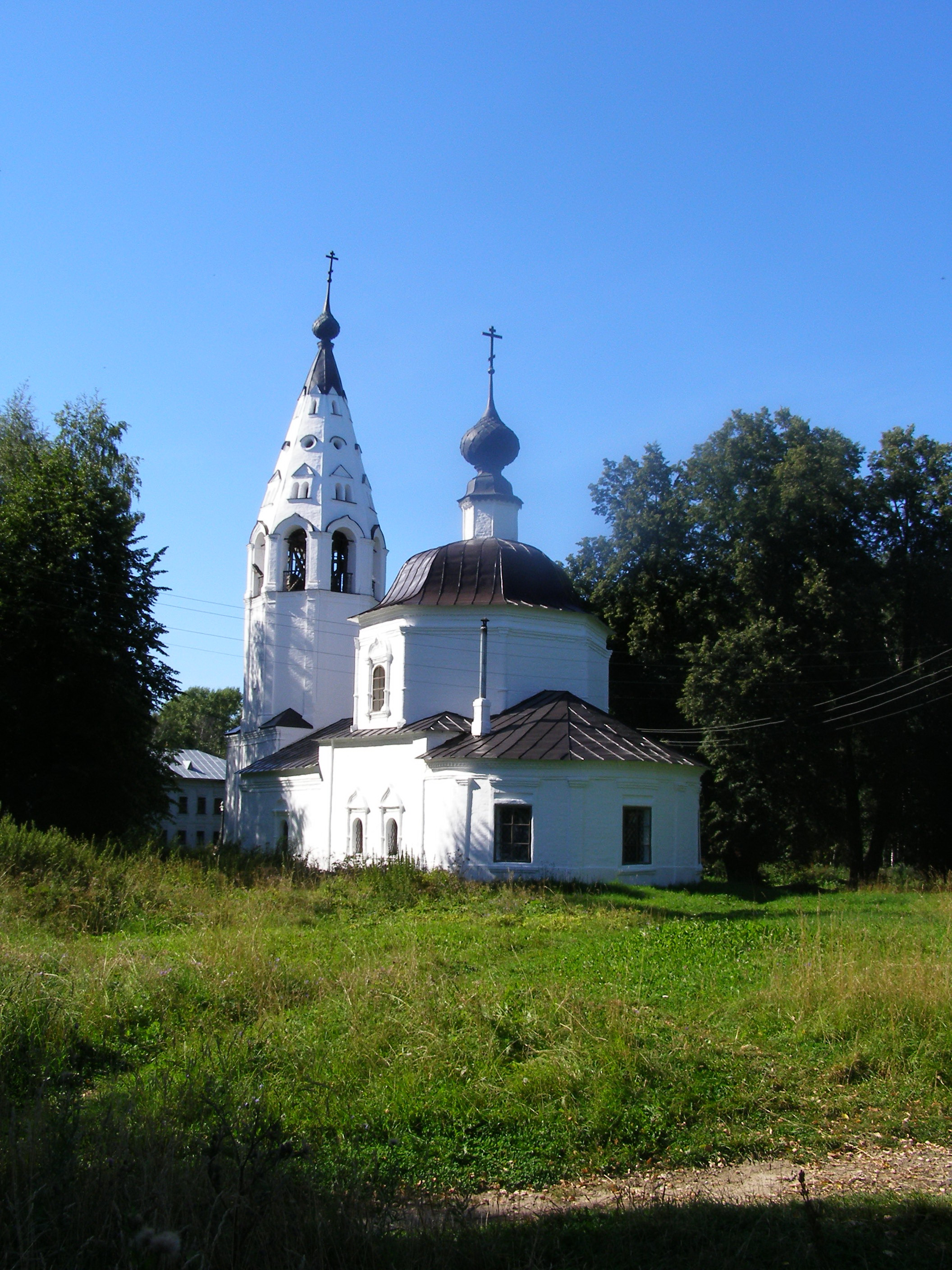
生神女就寝大聖堂

プリョスはヴォルガ川沿岸の数ある町の中でも、こぢんまりとして絵のように美しいことで知られる。生神女就寝大聖堂（ウスペンスキー・ソボル）は18世紀末の建立で、至聖三者聖堂（トロイツカヤ・ツェールコフィ）は1808年、救世主復活聖堂（ヴォスクレセンスカヤ・ツェールコフィ）は1817年の、聖ワルワラ聖堂（ヴァルヴァリンスカヤ・ツェールコフィ）は1821年の建物で35mの高さの鐘楼がある。そのほかにも、18世紀から19世紀にかけての石造りの商家が残っている。
町には歴史博物館や、1888年と1889年にプリョスに滞在して絵を描いたイサーク・レヴィタンの絵画を展示する美術館がある。また、夏の間は演奏会や演劇などが数多く行われる。レヴィタンは多くの芸術家に影響を与え、画家のアレクセイ・サヴラソフやオペラ歌手のフョードル・シャリアピンらはプリョスを訪れている。
プリョスには産業らしき産業はない。観光業が主産業で、ツアー客や保養客が訪れる。ヴォルガ川クルーズの寄港地にもなっている。最寄りの鉄道駅は40km南西にあり、町までは車かバスで到着することになる。